# هانگژو
هانگژو (و یا هانجو به چینی: 杭州 به انگلیسی: Hangzhou) شهری است در شرق کشور چین. این شهر در استان ژجیانگ قرار گرفته است و مرکز این استان می‌باشد. این شهر در سال ۲۰۲۳ میزبان مسابقات آسیایی 2022 بود . هانگژو شهری توریستی است و جاذبه‌های طبیعی فراوانی برای گردشگران دارد. معروف‌ترین گردشگاه طبیعی آن دریاچه غربی  یا شیهو است در مرکز این شهر قرار گرفته است و به همراه کانال بزرگ چین و پارک ملی شی شی  ثبت میراث جهانی میباشند .
هانجو یکی از پایتخت های قدیم چین بین سالهای ۹۰۷ الی ۹۷۸ برای ۷۱ سال در ۵ سلسله و ۱۰ پادشاهی و مرتبه دوم برای ۱۴۹ سال از   ۱۱۲۷ الی ۱۲۷۶ در سلسله سونگ بوده است و این شهر تاریخی بدلیل مرکز تولید ابریشم چین از قدیم جزو شهرهای مهم جاده ابریشم بوده است.مارکو پولو از این شهر به عنوان زیباترین شهر چین و بهشت روی زمین نام برده است.
هانجو یک از یکصد شهر برتر دنیا بر اساس فهرست جهانی مراکز مالی میباشد و جمعیت این شهر بیش از ده میلیون نفر است .
بازیهای آسیایی سال ۲۰۲۳ ، با یک سال تاخیر ، در شهر هانجو برگزار شد.

## اقتصاد هانجو
هانجو قطب اقتصاد و تجارت الکترونیکی در چین میباشد. بزرگترین شرکت چین به نام علی بابا که بیش از یکصد هزار نفر کارمند دارد در شهر هانجو میباشد .جک ما بنیانگذار این شرکت در این شهر زندگی میکند.
بزرگترین شرکت آب معدنی چین بنام واهاها و شرکت خودروسازی جیلی و لاکسجن و شرکتهایی نظیر موتورولا نوکیا زیمنس هم در هانجو حضور دارند.
مجله فوربس هر سال هانجو را بهترین شهر تجاری چین معرفی میکند.
هانجو یازدهمین شهر ثروتمند دنیا به لحاظ اسکان میلیاردر ها می باشد.
دفتر مرکزی دو غول بزرگ صنعت دوربین های مداربسته (HIK VISION و Dahua) در این شهر قرار دارد.
چای سبز و چای سفید لونگجین مرغوبترین و گرانترین چای چین از محصولات هانجو می باشد.
غذای اهالی هانجو یکی از ۸ مدل غذای اصلی سرزمین چین بحساب می آید.

## اجلاس سران جی ۲۰
اجلاس سران گروه جی ۲۰ در سال ۲۰۱۶ در هانجو برگزار شد.

## حمل و نقل
فرودگاه هانجو در منطقه شیاوشن میباشد و به مقاصد مختلفی از جمله آمریکا اروپا قطر کره جنوبی ژاپن مالزی ویتنام و نیز به هنگ کنگ و ماکايو پرواز روزانه یا هفتگی دارد.

## دانشگاه های هانجو
هانجو بیش از ۱۵ دانشگاه دارد که دانشگاه ججیانگ بزرگترین دانشگاه این شهر و سومین دانشگاه چین به لحاظ سطح علمی میباشد.

## ورزش
تیم فوتبال گرین تاون در لیگ یک فوتبال چین حضور دارد.
سون یانگ و یه شی ون هر دو دارنده مدال طلای المپیک از چهره های مطرح ورزشی در هانجو می باشند.
بازیهای آسیایی سال ۲۰۲۲ در شهر هانجو برگزار شد.

## نگارخانه

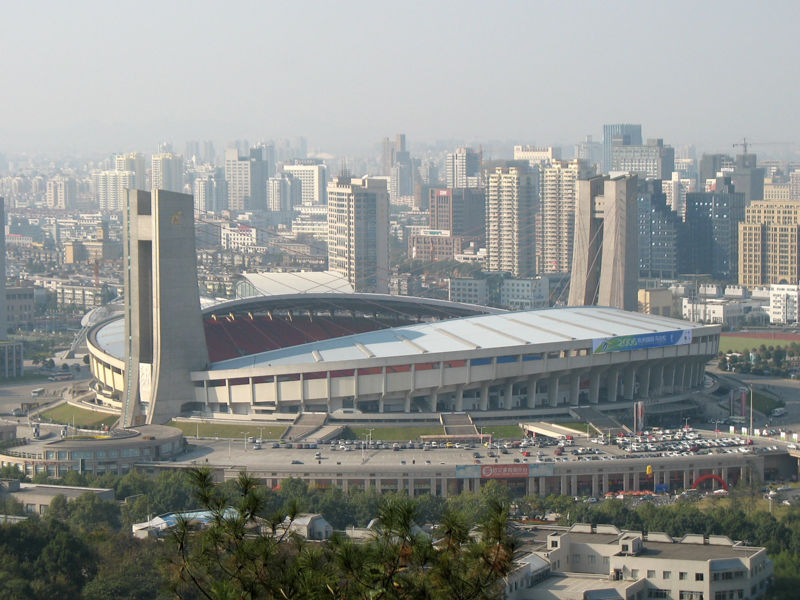
نمای عمومی شهر هانگ‌ژو